# Аси, Абдулла-бек
Абдулла-бек Аси (азерб. Abdulla bəy Asi; 1841—1874) — азербайджанский поэт. Писал под псевдонимом Аси.

## Биография
Абдулла-бек Али-бек оглы Аси (Фуладов) родился в 1836 году в Шуше. Он младший брат Ибрагим-бека Азера, внук поэта Гасым-бека Закира. Аси знал тюркский, персидский, джагатайский языки. Писать стихи начал очень рано на всех трех языках. Был хорошо знаком с русской художественной литературой. Аси в азербайджанской литературе известен и как организатор и вождь кружка поэтов «Бейти-Хамушан» (Дом молчаливых). Кружок этот был известен тем, что вел оригинальную переписку с другим кружком поэтов «Бейти-Сафа» (Дом радости), в которой в стихотворной форме высмеивались духовенство и беки (дворянство). Газели ложноклассической литературы, процветавшей в то время, получили у Аси новое содержание, направленное против духовенства.
Скончался поэт в 1874 году.

## Творчество
Молодой поэт дружил с известным поэтом Сеидом Азимом Ширвани. Большинство его творений были утеряны, лишь небольшая их часть (гасиды и мэрсиййе) дошли до наших дней.
Его поэтические образцы впервые были опубликованы во второй части сборника «Азербайджанская литература» под редакцией Ф. Кечарли.